# Anievas
Anievas település Spanyolországban, Kantábria autonóm közösségben. Anievas Arenas de Iguña, Los Corrales de Buelna, San Felices de Buelna és Corvera de Toranzo községekkel határos. Lakosainak száma 267 fő (2024).

## Népesség
A település népessége az elmúlt években az alábbi módon változott:
| Lakosok száma | 375  | 394  | 360  | 366  | 351  | 327  | 291  | 267  | 267  | 267  |
|               | 2001 | 2004 | 2007 | 2009 | 2012 | 2014 | 2017 | 2019 | 2022 | 2024 |